# Justicia diclipteroides
Justicia diclipteroides är en akantusväxtart som beskrevs av Gustav Lindau. Justicia diclipteroides ingår i släktet Justicia och familjen akantusväxter. Inga underarter finns listade i Catalogue of Life.